# Peplominettia codinai
Peplominettia codinai är en tvåvingeart som först beskrevs av Willi Hennig 1951.  Peplominettia codinai ingår i släktet Peplominettia och familjen lövflugor. Inga underarter finns listade i Catalogue of Life.